# Rhinella leptoscelis
Rhinella leptoscelis es una especie de anfibio anuro de la familia Bufonidae.

## Distribución geográfica
Esta especie se encuentra entre los 1300 y 1658 m sobre el nivel del mar en:
- Bolivia en los departamentos de Cochabamba y La Paz,
- Perú en las regiones de Cusco y Puno.[1]

## Descripción
El holotipo descrito por Boulenger mide 55 mm.

## Publicación original
- Boulenger, 1912: Descriptions of new batrachians from the Andes of South America, preserved in the British Museum. Annals and Magazine of Natural History, ser. 8, vol. 10, p. 185-191[2]